# Ella Shohat
Ella Habiba Shohat (en hebreu אלה חביבה שוחט; Israel, 1959) és una escriptora, activista, oradora i professora israeliana.

## Vida i obra
Ella Shohat és una israeliana d'origen iraquià; concretament, la seva família procedeix de Bagdad. De jove ja era una activista als moviments mizrahis d'esquerra. Es va formar a la Universitat Bar-Ilan i a la Universitat de Nova York (NYU).
Actualment viu a Nova York, on és professora d'Estudis Culturals i d'Estudis de la Dona a la Universitat de la Ciutat de Nova York (CUNY). Diversos llibres seus han estat premiats i han estat inclosos en antologies. Els seus escrits en anglès s'han traduït al francès, al castellà, a l'àrab, al portuguès, a l'hebreu, al turc i a l'alemany, servint d'inspiració a las noves generacions d'acadèmics, artistes i activistes polítics.

## Filmografia
- 2002 - Forget Baghdad: Jews and Arabs - The Iraqi Connection (documental)
- 2002 - Afghanistan: Land in Crisis (documental)
- 2002 - Guts and Glory (documental)